# Jean-Jacques Lefranc de Pompignan

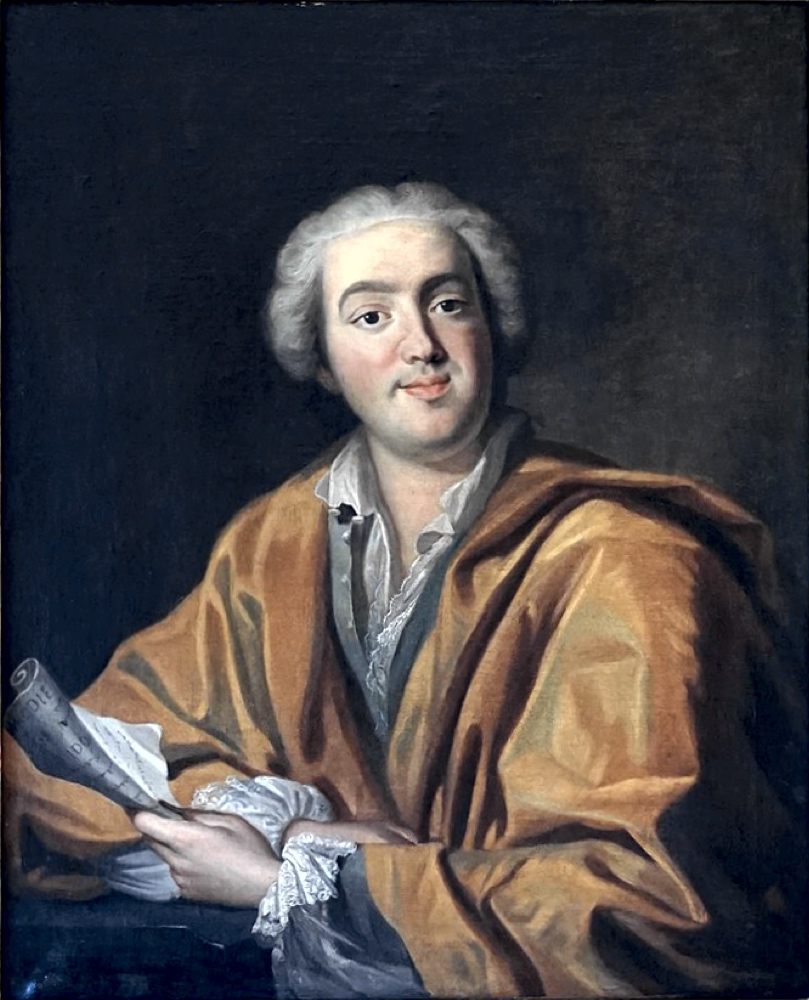
Porträt von J.J. Lefranc de Pompignan

Jean Jacques Le Franc, Marquis de Pompignan (* 10. August 1709 in Montauban; † 1. November 1784 in Pompignan) war ein französischer Schriftsteller.

## Leben
Lefranc de Pompignan war anfangs Generaladvokat, dann erster Präsident am Obersteuergericht seiner Vaterstadt. Er gab sein Amt auf, um sich ganz der Literatur zu widmen. Er zog nach Paris, wo er 1759 in die Académie française aufgenommen wurde. Nach einem heftigen Streit mit den Encyklopädisten, besonders mit Voltaire und d’Alembert, zog er sich auf sein Landgut zurück, wo er 1784 starb.
Er war der Erste, welcher den Aischylos ins Französische übersetzt hat. Seine Tochter war vermutlich die Frauenrechtlerin Olympe de Gouges, die er aber nicht anerkannte.

## Werke
- Didon (Tragödie, 1734)
- Poésies sacrées (Paris 1751)
- Œuvres complètes (Paris 1784, 6 Bände)
- Œuvres choisies (Paris 1822, 2 Bände)